# Карашокинский сельский округ
Карашокинский сельский округ (каз. Қарашоқы ауылдық округі) — административная единица в составе Кербулакского района Жетысуской области Казахстана . Административный центр — село Карашокы .
Население — 2194 человека (2009 ; 3188 в 1999).

## Состав
В состав округа входят такие населенные пункты:
| Населенный пункт | Население, человек (1999) | Население, человек (2009) |
| ---------------- | ------------------------- | ------------------------- |
| Архарлы, село    | 629                       | 334                       |
| Карашокы, село   | 2559                      | 1860                      |